# Sorry Sorry
Sorry Sorry (englisch für „Entschuldigung Entschuldigung“) ist ein Lied der deutschen Pop- und Schlagersängerin Vanessa Mai aus dem Jahr 2025.

## Entstehung und Artwork
Das Lied wurde von der Interpretin selbst, zusammen mit den Koautoren Matthias Zürkler (B-Case) sowie dem Brüderpaar Christoph und Daniel Cronauer, geschrieben. Mit Ausnahme von Mai zeichneten alle Koautoren auch für die Produktion verantwortlich. B-Case war darüber hinaus für die Abmischung, Instrumentierung sowie das Mastering des Liedes zuständig. Bei der Instrumentierung ist er am Schlagzeug zu hören, während Christoph Cronauer zudem an der Gitarre engagiert wurde.
Vanessa Mai kehrt hierbei, nach zwischenzeitlich zwei veröffentlichten Alben, zu ihren alten Autoren und Produzenten B-Case, Christoph- und Daniel Cronauer zurück. Alle drei arbeiteten bereits in den Jahren 2019 bis 2022 mit ihr zusammen, zumeist auch in gemeinsamer Funktion. Aus der Zusammenarbeit gingen die Alben Für immer (Januar 2020), Mai Tai (März 2021), Metamorphose (August 2022), mit diversen Singleauskopplungen wie der Charthit Melatonin (Februar 2022) oder auch die vorangegangenen Singles Himbeerrot (One Kiss) (September 2024), Lobby (November 2024) und Von London nach New York (Januar 2025), hervor.
Auf dem Frontcover der Single ist – neben Liedtitel und Interpretenangabe – Vanessa Mai zu sehen. Sie trägt einen Bikini, ein Crop-Strickjacke sowie eine Bucket Strickmütze, während sie seitwärts auf einem Strandtuch, mit dem Meer im Hintergrund, liegt. Das Bild entstand bei den Dreharbeiten zum dazugehörigen Musikvideo, wo sie das gleiche Outfit trägt. Die Fotografie stammt von der Leipziger Fotografin Sandra Ludewig, die in der Vergangenheit schon diverse Fotoshootings mit Mai durchführte.

## Veröffentlichung und Promotion
Die Erstveröffentlichung von Sorry Sorry erfolgte als Single am 11. April 2025. Diese erschien als digitaler Einzeltrack zum Download und Streaming bei Warner Music. Warner Music war zugleich auch für den Vertrieb zuständig, während das Lied durch AFM Publishing und Edition Vanessa Mai verlegt wurde.
Erste Anzeichen für eine neue Veröffentlichung gab es bereits am 15. März 2025, als Mai erstmals den Begriff „Sorry“ in einem Beitrag auf ihren sozialen Medien teilte. In den folgenden Tagen brachte Mai immer wieder den Begriff in ihren Beiträgen unter. Am 28. März bestätigte sie schließlich den offiziellen Titel sowie die Veröffentlichung für den 11. April. Zwei Tage vor Erscheinen stand der Titel zum Vorbestellen bereit.

## Inhalt
| „Du weißt, du machst mich crazy. Sorry, sorry, kann nicht ohne dich, brauch’ dich daily. Sorry, sorry, willst du mit mir um die Welt zieh’n? Oder bleibst du nur ein Teil von meinem daydream? (Mh).“ – Refrain, Originalauszug | Anders als die englischsprachige Titelbezeichnung „Sorry Sorry“ (englisch für „Entschuldigung Entschuldigung“), ist der Liedtext hauptsächlich in deutscher Sprache verfasst und stammt von der Interpretin selbst sowie B-Case und dem Brüderpaar Christoph- und Daniel Cronauer. Neben „Sorry“ finden sich im Text diverse weitere Anglizismen wieder, so unter anderem „bye-bye“ (englisch für „Auf Wiedersehen“), „crazy“ (englisch für „verrückt“), „daily“ (englisch für „täglich“), „daydream“ (englisch für „Tagtraum“) oder auch „nicer“ (englisch für „schöner“). Alle Texter komponierten zugleich die Musik in der Tonart Cis-Dur mit 112 Schläge pro Minute. Musikalisch und stilistisch bewegt sich das Lied in den Bereichen der Popmusik und des Schlagers. |

Inhaltlich drehe sich das Lied um das Kribbeln des Verliebtseins („Du weißt, du machst mich crazy“) und die Frage, ob daraus mehr werden könne („Willst du mit mir um die Welt zieh’n / Oder bleibst du nur ein Teil von meinem daydream?“).
Aufgebaut ist das Lied auf zwei Strophen und einem Refrain. Es beginnt mit der ersten Strophe, die als Vierzeiler verfasst wurde. An diese schließt sich zunächst der sogenannte Prechorus an, der ebenfalls vier Zeilen umfasst, ehe der eigentliche Refrain einsetzt. Der Refrain ist als Achtzeiler geschrieben, der sich aus einem sich wiederholenden Vierzeiler zusammensetzt. Der gleiche Aufbau wiederholt sich mit der zweiten Strophe. Mit dem zweiten Refrain endet das Lied zugleich.

## Musikvideo
Das Musikvideo zu Sorry Sorry wurde in Spanien gedreht und feierte seine Premiere am 13. April 2025 auf der Videoplattform YouTube. Es zeigt Vanessa Mai, die mit einer Vespa unterwegs ist und an verschiedenen Orten das Lied singt, so unter anderem vor einer Art Finca, während sie Walkman hört, oder an verschiedenen Strandplätzen. Die Gesamtlänge des Videos beträgt 2:30 Minuten. Regie führte Kalle Hildinger. Bis April 2025 zählte das Video über 200 Tausend Aufrufe auf YouTube.

## Mitwirkende
| Liedproduktion - Christoph Cronauer: Gitarre, Komposition, Liedtext, Musikproduktion - Daniel Cronauer: Komposition, Liedtext, Musikproduktion - Vanessa Mai: Gesang, Komposition, Liedtext - Matthias Zürkler (B-Case): Abmischung, Komposition, Liedtext, Mastering, Musikproduktion, Schlagzeug Visualisierung - Sandra Ludewig: Fotografie Unternehmen - AFM Publishing: Musikverlag - Edition Vanessa Mai: Musikverlag - Viel Liebe Media: Filmproduktion - Warner Music: Musiklabel, Vertrieb | Musikvideo - Lennart Bestehorn: Produktionsassistenz - Alexander Charlet: Farbkorrektur, Schnitt - Andreas Faltin: Beleuchtungsassistenz - Bennet Herter: Ausführende Produktion - Grit Hildenbrand: Haare, Schminke - Kalle Hildinger: Kreativdirektion, Regie - Sarah Karsten: Styling - Sandra Ludewig: Artdirektion - Malte Niessen: Kameraassistenz - Felix Passow: Set-Runner - Marc van Hoorn: Kamera |

## Rezensionen
Kevin Drewes vom Online-Magazin Schlagerpuls ist der Meinung, dass Mai mit Sorry Sorry den perfekten Soundtrack für endlose Tage und durchtanzte Nächte liefere. Das Lied sei voller Leichtigkeit, dolce vita und Herzklopfen – der perfekte Begleiter für unvergessliche Sommermomente. Es gebe kaum etwas Besseres als das Gefühl von Sommer, was Mai mit spielerischer Leichtigkeit einfange.
Stephan Imming von den Schlagerprofis ist der Meinung, das Mai hiermit erneut ihre Wandlungsfähigkeit unter Beweis stelle, wieder auf Schlager-Spuren wandele und mit Sorry Sorry Wolkenfrei-Vibes abliefere.
Die Rezensentin von Songtexte.com beschrieb Sorry Sorry als den perfekten Soundtrack für den Sommer 2025. Das Stück stecke voller Leichtigkeit, Lebensfreude und Herzklopfen. Inspiriert vom italienischen Lebensgefühl verbinde das Lied tanzbare Beats mit romantischer Sehnsucht, der perfekte Titel für warme Nächte, Sonnenuntergänge und Tage am Meer. Nach dem Vorgänger Von London nach New York schlage die Sängerin nun wieder eine etwas schlagerlastigere Richtung ein, ohne dabei ihren modernen Popstil zu verlieren. Die Produktion klinge sommerlich leicht und lädt zum Tanzen und Träumen ein. Mit Sorry Sorry beweise Mai einmal mehr ihr Gespür für Timing, Sound sowie Emotion und lieferw den perfekten Startschuss für die kommende Sommersaison.